# Betnér Direkt
Betnér Direkt var en svensk direktsänd talkshow ledd av stå-uppkomikern Magnus Betnér. Programmet hade premiär våren 2012 i Kanal 5 och efterföljdes då av en kvarts "eftersnack" exklusivt på Kanal 5 Play.
I programmet förde tre inbjudna experter en diskussion kring samhällsaktuella ämnen. Som en del av programmets koncept bjöds en kändis in som hade någon sorts anknytning till ämnena som diskuterades. Betnér sade vid ett tillfälle, på sin webbplats, att han inspirerades av det amerikanska talkshow-programmet Real Time with Bill Maher.
2012 vann programmet Kristallen i kategorin Årets fakta- och aktualitetsprogram. "Det känns som ett kvitto på att vi har gjort ett bra nytt typ av debattprogram", kommenterade Betnér då.

## Avsnitt
| Nr | Ämne                                     | Panel                                                           | Gäst              | Sändningsdatum |
| -- | ---------------------------------------- | --------------------------------------------------------------- | ----------------- | -------------- |
| 1  | Yttrandefrihet                           | Ametist Azordegan, Mårten Schultz och Roland Poirier Martinsson | Jonas Gardell     | 2 april 2012   |
| 2  | Behövs religion idag?                    | Helle Klein, Siewert Öholm och Cherin Awad                      | Özz Nûjen         | 9 april 2012   |
| 3  | Extremism och terrorism                  | Ali Esbati, Thomas Bodström och Alice Teodorescu                | Dag Sørås         | 16 april 2012  |
| 4  | Folkhälsa                                | Göran Hägglund, Zarah Öberg och Mattias Svensson                | Emma Igelström    | 23 april 2012  |
| 5  | Välgörenhet och bistånd                  | Lars Ohly, Åsa Sjöberg och Fredrik Segerfeldt                   | Pernilla Wahlgren | 30 april 2012  |
| 6  | Barnuppfostran                           | Hannah Widell, David Eberhard och Jelena Leppänen               | Erik Haag         | 7 maj 2012     |
| 7  | Varför är det färre kvinnor än män i TV? | Alexandra Pascalidou, Robert Aschberg och Karin Adelsköld       | Alex Schulman     | 14 maj 2012    |
| 8  | Invandring och integrationspolitik       | Jimmie Åkesson, Sakine Madon och Andreas Johansson Heinö        | David Batra       | 21 maj 2012    |